# Nu buono guaglione
Nu buono guaglione è l'ottavo album del                  cantante napoletano Tommy Riccio pubblicato nel 1996. Contiene 10 brani.

## Tracce
1. Fra mez'ora – 4:25
2. 'Nu buono guaglione – 3:59
3. E nun te stanche – 4:52
4. Chillo te lassa – 3:46
5. Si me stancasse 'e mia moglie – 3:57
6. Comme te piace – 4:40
7. Primma 'e me lassà – 4:21
8. Interno 23 – 4:08
9. È Napule – 4:00
10. 13 Agosto – 4:02

Durata totale: 42:10